# Vojtěch Král
 (août 2017).
Si vous disposez d'ouvrages ou d'articles de référence ou si vous connaissez des sites web de qualité traitant du thème abordé ici, merci de compléter l'article en donnant les références utiles à sa vérifiabilité et en les liant à la section « Notes et références ».
Vojtěch Král, né le 4 juillet 1988 à Šumperk, est un orienteur tchèque.

## Biographie
Vojtěch Král devient en 2007 Champion du monde en junior, dans la catégorie Sprint.

## Palmarès

### Championnats d'Europe
- , Relais, en 2014
- , Relais, en 2016

### Jeux mondiaux
- Médaille de bronze en 2017 à Wrocław (Pologne) en catégorie moyenne distance